# Plaveč (Stará Ľubovňa)
Plaveč es un municipio del distrito de Stará Ľubovňa en la región de Prešov, Eslovaquia, con una población estimada a final del año 2024 de 1775 habitantes.
Se encuentra ubicado al noroeste de la región, cerca del río Poprad (cuenca hidrográfica del río Vístula) y de la frontera con  Polonia.

## Demografía
| Año        | 1994 | 2004    | 2014    | 2024    |
| ---------- | ---- | ------- | ------- | ------- |
| Población  | 1817 | 1857    | 1835    | 1775    |
| Diferencia |      | +2,20 % | −1,18 % | −3,26 % |

| Año        | 2023 | 2024    |
| ---------- | ---- | ------- |
| Población  | 1770 | 1775    |
| Diferencia |      | +0,28 % |